# Nordby Kirke (Samsø)
 For alternative betydninger, se Nordby Kirke. (Se også artikler, som begynder med Nordby Kirke)
Nordby Kirke er beliggende på den nordlige del af Samsø, ca. en kilometer sydvest for landsbyen Nordby.
Kirken består af et langhus med et spinkelt tårn, der må betragtes som karakteristisk for denne kirke.
I første halvdel af 1200-tallet blev kampestenssylden nedlagt, og kirken opbygget af munkesten. Den første kirke var formodentlig bygget i træ.
Omkring år 1300 fandt den første ombygning af kirken sted, og igen i 1400-tallet blev en større ombygning foretaget. Gennem årene blev der foretaget væsentlige ombygninger, hvoraf den sidste blev foretaget i 1990'erne.

## Eksterne kilder og henvisninger
- Nordby Kirke i bogværket Danmarks Kirker, Nationalmuseet
- Nordby Kirke hos KortTilKirken.dk

- Wikimedia Commons har flere filer relateret til Nordby Kirke (Samsø)